# Tricholaema hirsuta
Tricholaema hirsuta là một loài chim trong họ Lybiidae.